# ガンマGPT
もしかして
- ガンマGTP

ではありませんか？